# Les Anges de la Nuit
Les Anges de la Nuit ist eine US-amerikanische Futurepop-Band aus Süd-Florida.

## Geschichte
Ihr Debüt gab Les Anges de la Nuit Anfang 2005 mit dem Album Ruins of Victory. Ende 2006 erschien das zweite Album Under God's Name. 
2007 hatte Les Anges de la Nuit einen Auftritt auf dem Wave-Gotik-Treffen in Leipzig.
Ein Teil der Mitglieder ist im EBM-Projekt Retractor aktiv.
Nach über siebenjähriger Pause erschien 2014 eine EP und im Januar 2015 das dritte Album Vanity Will Perish, Gastsänger darauf ist Johan Hansson der Band Unitary. Das Album wurde als sehr eingängig und stets „anschmiegsam“ kritisiert.
Trotz des französischen Bandnamens ist der Gesang überwiegend englischsprachig und nur vereinzelt in französischer Sprache.

## Diskografie

### Alben
- 2005: Ruins of Victory (Infacted Recordings, Static Sky Records)
- 2006: Under God's Name (Infacted Recordings, Gravitator Records)
- 2015: Vanity Will Perish (Static Cold Media)
- 2020: The Witch (Static Cold Media)

### Singles und EPs
- 2006: Pleasure (Infacted Recordings)
- 2014: Out of Sight (Static Cold Media)